# День журналиста Украины
«День журналиста Украины» (укр. «День журналіста») — профессиональный праздник журналистов, корреспондентов и репортёров, который отмечается на Украине каждый год, 6 июня.

## История и празднование
25 мая 1994 года, в Киеве, тогдашний президент Украины Леонид Кравчук подписал Указ № 251/94, который предписывал установить в республике новый «профессиональный праздник работников средств массовой информации — День журналиста».
Дата для празднования «Дня журналистов» была выбрана не случайно. Именно в этот памятный день, в Брюсселе, Национальный союз журналистов Украины, подавляющим большинством голосов, был принят в ряды Международной федерации журналистов — крупнейшей в мире организации профессиональных работников СМИ.
В 2005 году, экс-президент Украины Виктор Ющенко, в своем поздравительном обращении приуроченном к «Дню журналиста», сказал следующее:

«Украине нужны новые стандарты журналистики, цивилизованое медиапространство, в котором было бы представлено все разнообразие идей и мыслей. Оно должно постепенно лишаться заангажированности, политической ограниченности. Новое измерение должны приобрести взаимоотношения государства и прессы. У власти не может быть тем, закрытых для журналиста».

Цитата из речи президента наглядно свидетельствует, какая важная роль выполняется на Украине «четвёртой властью».
В этот день журналисты принимают поздравления коллег, друзей, читателей, а некоторые правительственные и общественные организации присуждают им всевозможные гранды, за бескомпромиссную борьбу за дело демократии.
Помимо дня журналиста, в стране есть другой родственный профессиональный праздник: День работников радио, телевидения и связи Украины.